# Ranunculus domingensis
Ranunculus domingensis är en ranunkelväxtart som beskrevs av Ignatz Urban och Ekman. Ranunculus domingensis ingår i släktet ranunkler, och familjen ranunkelväxter. Inga underarter finns listade i Catalogue of Life.